# Carpa-cabeçuda
A carpa-cabeçuda é uma espécie de peixe de água doce da família  dos ciprinídeos, nativa da China.

## Aquacultura
A aquacultura da carpa-cabeçuda na China remonta à Dinastia Tang. Na atualidade é a nona espécie em termos de valor de aquacultura, com uma quota mundial de cerca de 3%,, com 99% da produção feita na China..